# Sabljanje
Sabljanje je družina športov in dejavnosti, ki zajemajo oborožene spopade, ki vključujejo rezanje, vbadanje ali udarjanje s pomočjo hladnega orožja. Primeri orožja vključujejo: meče, nože, kopja, bajonete, kije in podobna orožja. V sodobni splošni uporabi se sabljanje po navadi nanaša na evropske šole mečevanja in moderni olimpijski šport, ki se je razvil iz njih.
Sabljanje je eden od štirih športov, ki so na sporedu na vseh poletnih olimpijskih igrah.  Trenutno se uporabljajo tri vrste orožja na olimpijskih igrah.

## Vrste udarcev

### Sekanje
Sekanje se uporablja pri težjih različicah mečev (težki enoročni, enoinpolročni, dvoročni) in povzroča udarno škodo, ki je mnogokrat kritična. Cilja na fizično rušilno moč udarca, ki se pogosto izraža v zlomljenih kosteh. Uporabljalo se je predvsem v času uporabe težkih oklepov. Udarec je krožen, raba pa lahka in instinktivna, saj spominja na rabo palice oz. sekire.

### Rezanje
Nasprotno od sekanja se rezanje ne zanaša na moč udarca, temveč na ostrino rezila. Uporablja se prevsem pri lažjih mečih, na primer pri katani in rapirju, saj teža tu ne igra velike vloge. Cilj takih udarcev je upočasniti oz. raniti nasprotnika. Smrtni so le, če zadenejo kritično točko, na primer vrat. Udarec je krožen, vendar se po zadetku konča z rezom (navadno poteg meča nazaj).
Priljubljena je bila raba v dvobojih, saj sekanje navadno nima smrtnega izida. Prav tako v dvoboju zgrešen vbod nima hitrega povratka oz. velike možnosti za nadaljnje kombinacije, medtem ko rezanje omogoča hitro vrnitev v obrmabni položaj.

### Zabadanje
Zabadanje se uporablja pri vseh vrstah mečev. Za razliko od zgornjih načinov tukaj ne gre za krožen, ampak za linijski udarec - vbod. Uporablja se za zadajanje smrtih ran nasprotniku. Manjše poškodbe so možne le na redkih mestih (na primer rame), drugje navadno povzroči kritično škodo. Uporabljali so ga predvsem v vojaških razmerah, ko je bil cilj čim hitrejša smrt nasprotnika, borilo pa se je v skupinah. V obdobju lahkega enoročnega meča je vojska uporabljala krajše različice, kjer je bil vbod hitrejši. Prav zaradi vojaške rabe ter svoje smrtonosnosti je delež rabe vboda skoraj vedno prevladoval nad deležem rabe sekanja oz. rezanja.

## Razvoj

### Razvoj meča
Zgodovina mečevanja je stara skoraj toliko kot zgodovina človeštva. Človek je kot ranljivo, a inteligentno bitje, že v pradavnini odkril nujo posredovanja orožja za potrebe preživetja. Golorok se pri samoobrambi ni mogel zoperstaviti mnogo močnejsim, hitrejšim in napadalnejšim zverem. Prvo orožje se je razvilo iz orodja, ki so ga uporabljali praljudje. Kmalu so spoznali, da so kamni, kosti in palice primerni tudi za obrambo proti zverem ter seveda lov. Zaradi učinkovitosti orožja se je uporaba iz samoobrambne hitro razširila tudi v napadalno rabo proti drugim pripadnikom ljudske vrste.
Človek je z vsakodnevno rabo ugotavljal, kateri so tisti atributi orožja, ki ga naredijo učinkovitejšega. Tako je primarno orožje, palica, sprva postalo težje - tako se rodi gorjača, kol. Za večjo učinkovitost s hkratno manjšo uporabo sile pa je bistvena ostrina. Prve ostre različice orožja so predstavljale zlomljene kosti živali, prvo pravo rezilo, ki ga je oblikoval človek, pa je bilo izklesano iz kamna. Tako obdelane kamne je zatem nameščal na palico in jo uporabil kot zelo učinkovito orožje. Z odkritjem brona in železa so lahko izdelali orožje po lastnih zamislih. Tako se je razvil je meč, orožje, ki so ga uporabljale vojske več tisočletij, od prvih civilizacij dalje.
Ves čas uporabe mečev se je spreminjala njihova dolžina, širina in obliko, odvisno od načina uporabe. Pehotne enote so skozi zgodovino uporabljale večinoma krajše, enoročne meče, na primer rimski Gladius dolžine okrog 60 cm, grški meč dolžine 65 cm ter srednjeveški meči dolžine med 90 in 95 cm, katerih primarni namen je bilo zabadanje, ki se je izkazalo za smrtonosnejše od udarcev. Pri krajšem meču je namreč povratek iz vboda hitrejši, sekalna moč pa je manjša. Z razvojem bojevanja v oklepih se je v srednjem veku razširila uporaba težkih mečev. Sprva so bile v rabi težje različice enoročnih mečev, ki so povzročile večjo škodo tudi z udarca, dvoročni meči pa so se uporabljali predvsem za obredne namene ter usmrtitve. Šele pozneje so se uveljavili v boju, kjer so dominirali zaradi svojega velikega dosega (dosegali so do 140 cm dolžine) ter smrtonosnih udarcev, ki so bili posledica teže meča (tudi čez 3 kg). A ti meči so zahtevali močnega in izkušenega uporabnika. Kmalu se je pojavila vmesna različica - enoinpolročni meč, ki velja za najučinkovitejsi meč v tem obdobju.
Zaradi razvoja tehnologije (uvedba strelnega orožja, odprava težkih oklepov, napredek v tehniki izdelave mečev) se je meč sčasoma ponovno spremenil. Postal je lažji, okretnejši in hitrejši ter se razvil v vrsto rapirjev. Ker je bil lažji, posledično sekanje ni imelo več pravega učinka, bil pa je dosti okretnejši Tako se je pojavila nova oblika udarca: rezanje, ki ne temlji na teži, vendar na ostrini meča. Najlažja različica rapirja je floret, ki se uporablja izključno za zabadanje. Rapir se je uporabljal predvsem v dvobojih, kjer je sicer kraljevala kombinacija rapirja in bodala. Ker so bili dvoboji spontani, so rapirji postali del vsakodnevne opreme aristokracije ter zato postali lepše oblikovani, saj so predstavljali modni dodatek. Kasneje je podobno veljalo za sprehajalno palico. V vojski so se uporabljale krajše različice rapirjev, poimenovane preprosto majhni meči (angleško "small sword"). Uporaba v vojski je sčasoma hlapela zaradi razvoja tehnologije ter spremembe načina boja, saj je pričelo strelno orožje vse bolj prevladovati. Meč se je v vojski ohranil kot statusna oprema generalov in poveljnikov še dolgo po tem, ko se ga v boju ni več uporabljalo (npr. na Japonskem v drugi svetovni vojni) in se ohranja celo v današnjih časih kot del svečane vojaške uniforme. V Slovenski vojski dobijo brigadirji brigadirsko sabljo, ki je simbol njihovega statusa v oboroženih silah.

### Tehnike mečevanja
Pred uporabo težjih mečev so južni narodi, Rimljani in Grki, dajali poudarek predvsem vbodu, medtem ko so severni narodi, Germani, Vikingi in Kelti, poudarjali sekanje. Z uvedbo težjih mečev ter mešanja južne in severne tehnike se razmerja uporabe sekanja in vboda prenese vprid vboda, ko so se uporabljali težki enoročni meči, saj je tu sekanje povzročalo le manjše rane zaradi uporabe sčitov in oklepov ter relativno lahkega meča. Z razvojemo dvo- in enoinpolročnih mečev, ki nasprotniku povzročijo veliko škode tudi z bočnimi udarci, pa se je razmerje prevesilo na račun sekanja.
Na evropskih tleh zasledimo hiter razvoj mečevanja, ki stremi k čimvečji učinkovitosti (čim hitrejša onesposodobitev nasprotnika). Razlog tiči v veliki raznolikosti evropskih narodov ter stalnih medsebojnih vojnah in vdorih roparskih plemen. Tako se ni mogla vzpostaviti neka tradiciolana podlaga kot npr. na vzhodu, kjer so težili k tradicionalnim, kompleksnejšim metodam. Tako tehnike mečevanja v Evropi kmalu postanje učinkovitejše od orientalskih, kar se kaže tudi z absolutno prevlado Evropejcev, ko je prišlo do dvobojev.
V Evropi je bil cilj čim preprostejši sistem mečevanja, ki se ga lahko vojska in po potrebi vpoklicano prebivalstvo - čeprav je bila zanje navadno rezervirana raba sulic in helebard - hitro nauči, obvladali pa so ga le mojstri, ki so veščino nato učili dalje. Prav tako so se v Evropi kmalu pojavili pisni viri - učbeniki, ki so jih mojstri mečevanja napisali po navodilih svojih vladarjev, ali pa pozneje kot pripomoček svojim učencem. Sprva so vsebovali predvsem ilustracije, s časom pa vse več opisnega teksta.
Z vdori aziatskih narodov, Hunov, Avarov, Obrov in Mongolov, je v Evropo prišla še ena oblika meča - sablja. Odlikuje jo ukrivljeno rezilo, ki je predvsem učinkovito pri uporabi na konju. Zaradi svoje učinkovitosti se kmalu uveljavi v lahki konjenici. Slednja se je v 12. stoletju uveljavila v Rusiji ter se počasi pomikala proti zahodu (npr. Francija dobi lahko konjenico cca. 1690,  pa cca. 1750). Pozneje se je uporaba sablje razširila na vso konjenico, ki se sčasoma ni več ločevala na lahko in težko. Z zatonom konjenice je izginila tudi vojaška raba sablje.

### Učenje mečevanja
Od nekdaj so vojskovodje svojo vojsko, preden so jo peljali v bitko, morali naučiti ravnati z mečem, kar pomeni, da so morali vojaki osvojiti določeno tehniko, ne da bi si pri tem prizadejali poškodbe že pred samo bitko. Tako se zaradi varnostnih in seveda ekonomskih vzrokov treningi obrambe in napada nikoli niso izvajali s pravim orožjem. Prav tako se je, predvsem pri plemstvu, veščine mečevanja pričelo učiti že otroke, ki so bili prešibki za uporabo težkega meča. Sprva so poznejši treningi potekali s topimi železnimi meči, v poznejših obdobjih pa so bili ti redkejši.
Spretnost s palico oz. lesenimi replikami je vedno predstavljala nekakšen uvod v rokovanje s pravim orožjem. V pravo borilno veščino se razvije, ko pride v veljavo prepoved nošenja orožja. V mečevanju je izurjeni zgornji sloji vlogo meča kot statusnega simbola sčasoma nadomestil s sprehajalnimi palicami, ki so jih prav tako uporabljali v samoobrambne namene. Pozneje je rabo palice prevzela francoska vojska v sklopu borilne veščine savate. Poleg samoobrambe je raba palice vedno predstavljala nekakšen uvod v rokovanje z mečem, pozneje pa v bližnje dvoboje z mušketami in bajoneti.
Dandanes se zaradi razvoja modernejšega, to je strelnega orožja, mečev ne uporablja več v vojaške namene (razen statusnega, okrasnega simbola). Mečevanje ter sorodne veščine, na primer bojevanje s palico, je preraslo v tekmovalni šport. Rabo palice še vedno zasledimo pri policijskih enotah ter kot pogosto sredstvo samoobrambe.

## Zaščita
Najpogostejša oblika obrambe je blokiranje, ki se izvaja z orožjem, priporočljivo z bočnim (topim) delom orožja. Prav tako so možni izmiki. V zgodovini sta se uporabljala predvsem oklep in ščit, glavo pa že od nekdaj ščiti čelada. V poznejših obdobjih sta ščit in oklep postala preokorna. V boju se je namreč pojavilo strelno orožje, meč pa se je razvil v lahko in hitro orožje. V civilni rabi se je v obrambi uporabljal tudi plašč ali pregrinjalo, pa tudi posebne rokavice, s katerimi se je lahko prijelo rezilo meča.